# Божи град (крепост)
Божи град или Менкулашкото кале (на албански: Kalaja e Menkulasit) е средновековна крепост в Югоизточна Албания. Калето е обявено на 10 юни 1973 година за археологически паметник на културата под № 1886.

## Местоположение
Крепостта е разположена на върха на малък хълм, на десния източен бряг на река Девол, североизточно от село Божи град (Мирас) и южно от село Менкулас на 500 m от границата с Гърция. Крепоста контролира пътя от Корча и Москополе към Костур. Този, минаващ през шията между планините Грамос и Флацата, в района на Ревани (Дипотамия), е широко използван от Античността до Втората световна война като проход от Македония към Албания.

## История
Крепостта е построена през Късната античност и е поддържана през Средновековието, тъй като е контролирала много важен проход.
Йоан Скилица, описвайки военните действия на император Василий II в района, пише: „докато беше в крепостта, той отиде към Васоград и предприе действия“ (εν τώ παριέναι δε τό τε φρούριον είλε τα Βασόγραδα και ενέπρησε). В 1017 година Василий II опожарява и отвоюва крепостта от ръцете на българите, но тя, за разлика от Шестеовското Градище, изглежда, продължава да съществува до края на византийската ера. Според албанския археолог Герак Караискак, правил проучвания в крепостта, тя е била изоставена около XIV век. 

## Описание
Следите от укреплението днес са запазени в лошо състояние. От двете страни на хълма има два потока, които още повече засилват сигурността му. Ширината на частично запазения периметърен зид варира от 1,70 m до 2,50 m и обхваща площ от около 6 декара с овална форма. Кули не са открити, а в крепостта е открита керамика от Късната античност.